# Pyatt, Arkansas
Pyatt, Arkansas (енгл. Pyatt) град је у америчкој савезној држави Арканзас.

## Демографија
По попису из 2010. године број становника је 221, што је 32 (-12,6%) становника мање него 2000. године.
| Група             | 2000.       | 2010.       |
| Белци             | 249 (98,4%) | 213 (96,4%) |
| Афроамериканци    | 1 (0,4%)    | 0 (0,0%)    |
| Азијати           | 0 (0,0%)    | 0 (0,0%)    |
| Хиспаноамериканци | 1 (0,4%)    | 2 (0,9%)    |
| Укупно            | 253         | 221         |